# ماتاموراس (أوهايو)
ماتاموراس (بالإنجليزية: Matamoras, Ohio)‏ هي منطقة سكنية تقع في الولايات المتحدة في مقاطعة واشنطن، أوهايو. يقدر عدد سكانها بـ 896 نسمة ومساحتها 1.01 كم2 .

## التركيبة السكانية
قام مكتب تعداد الولايات المتحدة بتحديد بيانات التركيبة السكانية لماتاموراس في تعداد الولايات المتحدة. في ما يلي، التركيبة السكانية حسب تعدادي 2000 و2010.

### تعداد عام 2000
بلغ عدد سكان ماتاموراس 957 نسمة بحسب تعداد عام 2000، وبلغ عدد الأسر 413 أسرة وعدد العائلات 265 عائلة مقيمة في القرية.
وتوزع التركيب العرقي للقرية بنسبة 99.16% من البيض و 0.21% من الأمريكيين الأصليين و 0.10% من الأمريكيين ذوي الأصول الآسيوية و 0.21% من الأمريكيين الأفارقة و 0.31% من عرقين مختلطين أو أكثر.
بلغ عدد الأسر 413 أسرة كانت نسبة 28.1% منها لديها أطفال تحت سن الثامنة عشر تعيش معهم، وبلغت نسبة الأزواج القاطنين مع بعضهم البعض 47.7% من أصل المجموع الكلي للأسر، ونسبة 14.3% من الأسر كان لديها معيلات من الإناث دون وجود شريك، وكانت نسبة 35.8% من غير العائلات. تألفت نسبة 32.9% من أصل جميع الأسر من أفراد ونسبة 17.7% كانوا يعيش معهم شخص وحيد يبلغ من العمر 65 عاماً فما فوق. وبلغ متوسط حجم الأسرة المعيشية 2.94، أما متوسط حجم العائلات فبلغ 2.32.
بلغ العمر الوسطي للسكان 38 عاماً. وكانت نسبة 24.3% من القاطنين تحت سن الثامنة عشر، وكانت نسبة 9.5% بين الثامنة عشر والأربعة وعشرون عاماً، ونسبة 25.4% كانت واقعةً في الفئة العمرية ما بين الخامسة والعشرون حتى والأربعة وأربعون عاماً، ونسبة 23.9% كانت ما بين الخامسة والأربعون حتى الرابعة والستون، ونسبة 16.8% كانت ضمن فئة الخامسة والستون عاماً فما فوق. يوجد لكل 100 أنثى 81.6 ذكر، ويوجد لكل 100 أنثى في الثامنة عشر من عمرها فما فوق 80.1 ذكر.
بلغ متوسط دخل الأسرة في القرية 25,655 دولار، أما متوسط دخل العائلة فبلغ 30,903 دولار. وكان متوسط دخل الذكور 34,205 دولار مقابل 15,284 دولار للإناث. وسجل دخل الفرد الخاص بالقرية 13,413 دولار. وكانت نسبة 24.1% من العائلات ونسبة 29.3% من السكان تحت خط الفقر، وكان من هؤلاء نسبة 45.8% تحت سن الثامنة عشر ونسبة 24.4% في الخامسة والستين من العمر وما فوق.

### تعداد عام 2010
بلغ عدد سكان ماتاموراس 896 نسمة بحسب تعداد عام 2010، وبلغ عدد الأسر 402 أسرة وعدد العائلات 243 عائلة مقيمة في القرية. في حين سجلت الكثافة السكانية 2,560.0 نسمة لكل ميل مربع (988.4/كم2). وبلغ عدد الوحدات السكنية 447 وحدة بمتوسط كثافة قدره 1,277.1 لكل ميل مربع (493.1/كم2).
وتوزع التركيب العرقي للقرية بنسبة 97.2% من البيض و 0.1% من الأمريكيين الأصليين و 0.2% من الأمريكيين ذوي الأصول الآسيوية و 0.4% من الأمريكيين الأفارقة و 2.0% من عرقين مختلطين أو أكثر.
بلغ عدد الأسر 402 أسرة كانت نسبة 28.6% منها لديها أطفال تحت سن الثامنة عشر تعيش معهم، وبلغت نسبة الأزواج القاطنين مع بعضهم البعض 38.1% من أصل المجموع الكلي للأسر، ونسبة 14.9% من الأسر كان لديها معيلات من الإناث دون وجود شريك، بينما كانت نسبة 7.5% من الأسر لديها معيلون من الذكور دون وجود شريكة وكانت نسبة 39.6% من غير العائلات. تألفت نسبة 35.6% من أصل جميع الأسر من أفراد ونسبة 17.6% كانوا يعيش معهم شخص وحيد يبلغ من العمر 65 عاماً فما فوق. وبلغ متوسط حجم الأسرة المعيشية 2.84، أما متوسط حجم العائلات فبلغ 2.23.
بلغ العمر الوسطي للسكان 41.7 عاماً. وكانت نسبة 23.4% من القاطنين تحت سن الثامنة عشر، وكانت نسبة 7.6% بين الثامنة عشر والأربعة وعشرون عاماً، ونسبة 22.6% كانت واقعةً في الفئة العمرية ما بين الخامسة والعشرون حتى والأربعة وأربعون عاماً، ونسبة 26.2% كانت ما بين الخامسة والأربعون حتى الرابعة والستون، ونسبة 20.2% كانت ضمن فئة الخامسة والستون عاماً فما فوق. وتوزع التركيب الجنسي للسكان بنسبة 47.0% ذكور و53.0% إناث.

## الموقع الجغرافي
الموقع الجغرافي للمناطق المحيطة بهذه النقطة هو كالتالي: